# Mato Delimanić
Mato Delimanić (Delimanović) (? — nakon 1607.), hrvatski protuturski ratnik.
Vodio s Tomom Mihaljevićem protuturski ustanak u Slavoniji i Srijemu 1607. godine. Ustanak je uspio. Najveće je postignuće zauzimanje Iloka, odakle su ometali promet Dunavom. Oduprijeli su se turskom protuudaru [koje godine?] koji je došao iz Ugarske. U dvoboju je pobijedio zapovjednika turske vojske Osman-agu.
Novi osmanski protuudar nije dočekao, jer je umro od kuge na putu za pomoć ustanicima u Požezi. U protuudaru koji je došao iz Bosne poginuli su mu supruga Kata u boju kod Osijeka, suborac Mihaljević i drugi.
 Njihova je borba opjevana u pjesmi Napoleona Špuna Strižića Mato Delimanić.